# Kloster Vogelsburg

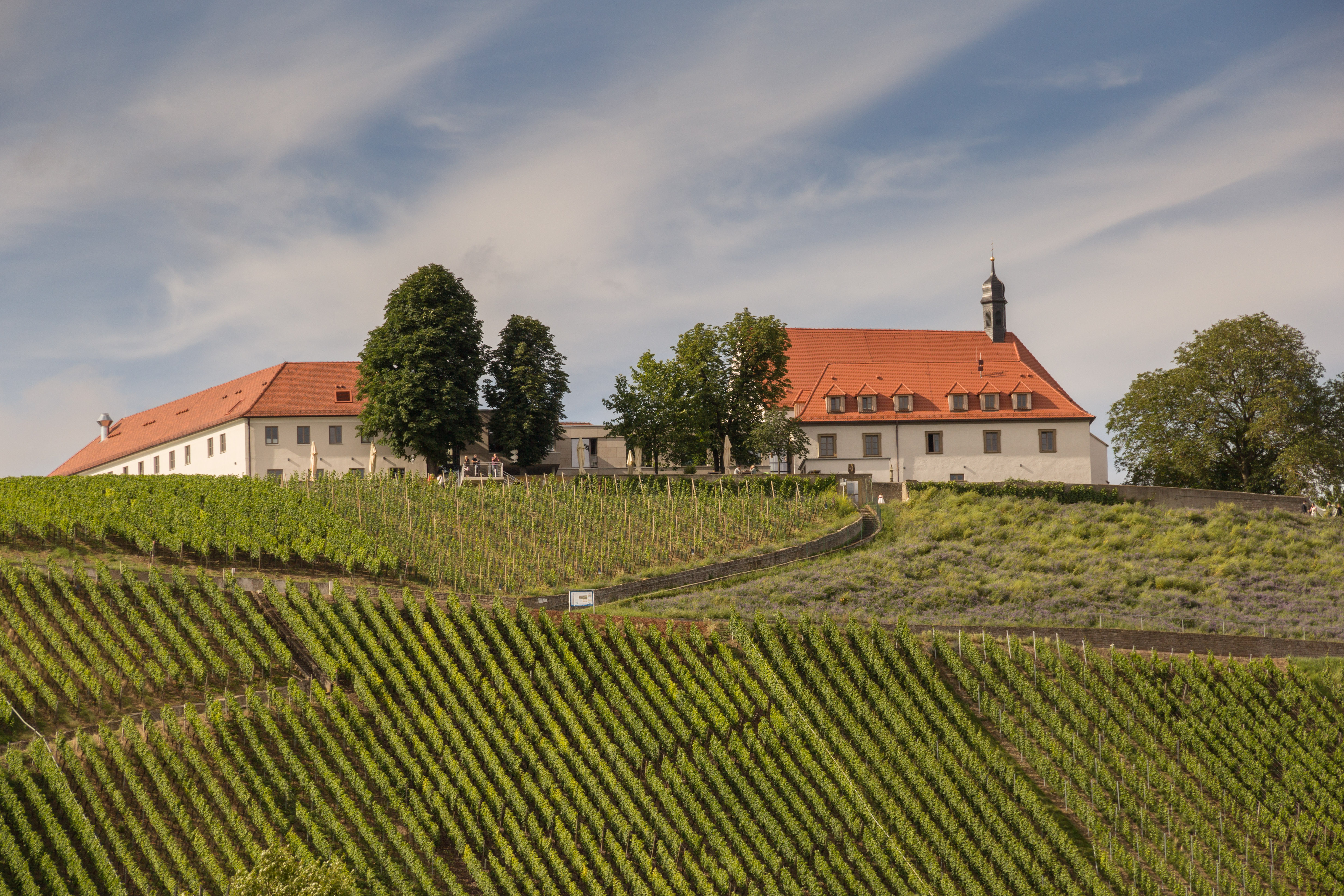
Ansicht des Klosters, Zustand 2016

Das Kloster Vogelsburg ist ein ehemaliges Kloster auf dem Gebiet der Gemarkung Escherndorf der unterfränkischen Stadt Volkach in der Diözese Würzburg, inmitten der fränkischen Weinbergslandschaft. Das Kloster wurde im 13. Jahrhundert auf einem Areal errichtet, auf dem sich in den Jahrhunderten zuvor die Burg Vogelsburg befunden hatte. Die Klostergebäude stehen in der Flur des gleichnamigen Volkacher Ortsteils.

## Geschichte

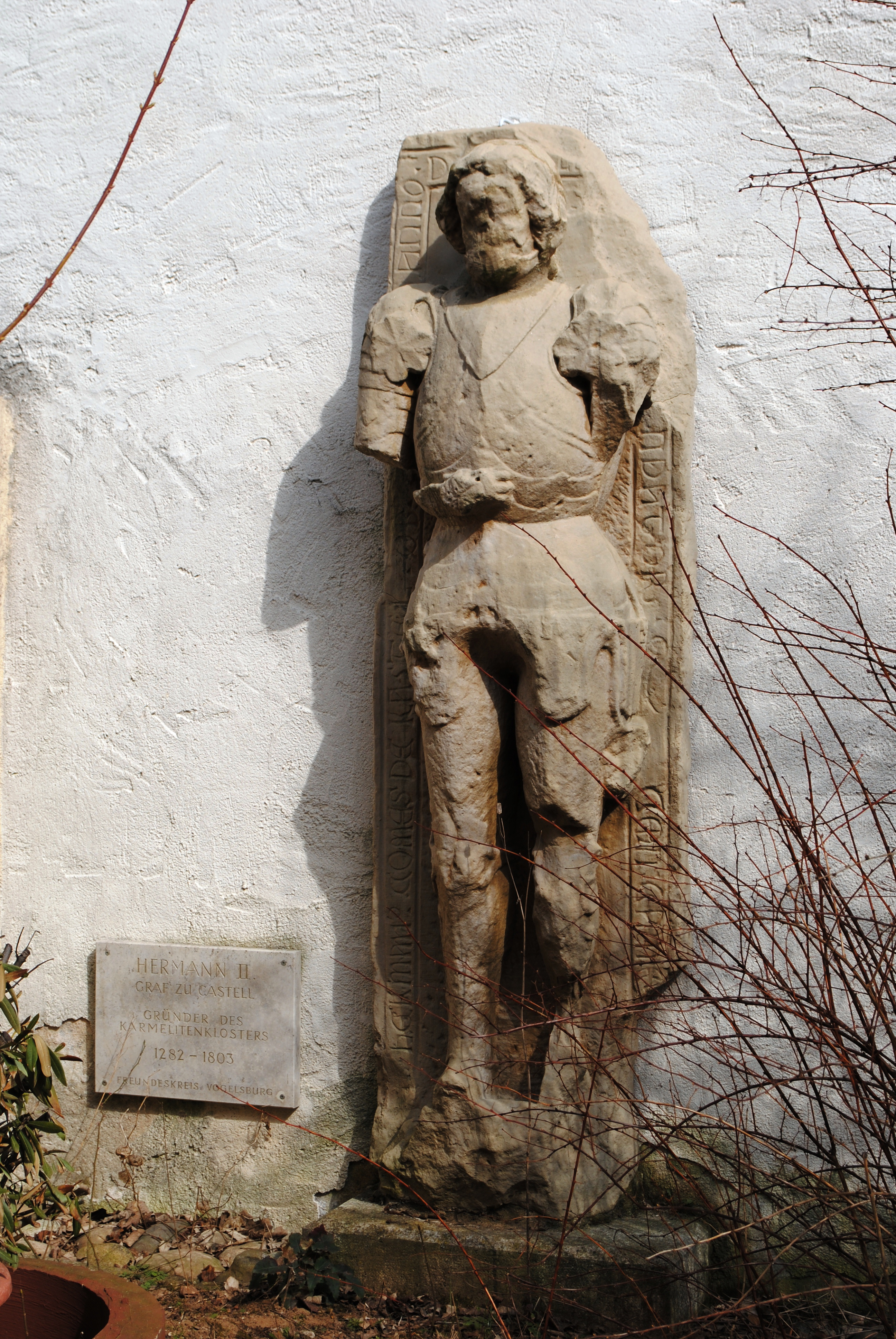
Eine Kopie des Epitaphs des Klostergründers Hermann II. zu Castell

Eine Klosteranlage auf dem Vogelsberg ist seit dem 13. Jahrhundert überliefert. Besiedelt war der Berg bereits in vor- und frühgeschichtlicher Zeit. Die Grafen zu Castell wandelten die erhaltenen Anlagen in ein Karmeliterkloster um. Im 16. Jahrhundert wurde es zerstört und die Mönche flohen nach Würzburg. Die endgültige Auflösung erfolgte 1803. Im Jahr 1957 zog wieder kirchliches Leben in die Gebäude der Vogelsburg ein.

### Vorgeschichte (bis 13. Jahrhundert)
Die Vorgeschichte des Klosters beginnt bereits in der Steinzeit. Erste Siedlungsspuren auf dem Vogelsberg weisen auf die Bandkeramiker der Jungsteinzeit hin. Der exponierte Platz der Anlage könnte außerdem für einen religiösen Kultmittelpunkt der Siedler an der Mainschleife sprechen. Diese Besiedlung riss auch in den folgenden Jahrtausenden nicht ab. Bereits während der frühen Bronzezeit wurde die Anlage befestigt, die Kelten bauten im 3. Jahrhundert vor Christus die Abschnittsbefestigungen weiter aus.
Die germanischen Franken wandelten den heidnischen Kultplatz in eine Großpfarrei für die gesamte Mainschleife um. Gleichzeitig begann der planmäßige Ausbau der Befestigungen zu einer königlich-fränkischen Burg. Hierbei griff man auf die bereits vorhandenen Wälle und Gräben der Vorzeit zurück. Nach und nach verschoben sich jedoch die Kräfte an der Mainschleife und die Burg verlor den Anschluss an die wichtigen Straßen der Zeit. Im Jahr 742 wurde sie einfache Königsburg des Volkfeldgaus, die Pfarreifunktion hatte sie an Maria im Weingarten verloren.
Im späten 9. Jahrhundert schenkten die fränkischen Könige die Burg dem Kloster Fulda. Diese Schenkung wurde im Jahr 906 erneut bestätigt und machte die Burganlage zum Klostergut. Mit dem Niedergang des Fuldaer Konvents im 11. und 12. Jahrhundert bemächtigten sich andere, weltliche Herren der zerfallenden Burg auf dem Vogelsberg. Die Grafen von Castell versuchten zu dieser Zeit Zugang zum Main zu erlangen und wurden die neuen Besitzer der Anlagen.

### Klostergründung (bis 15. Jahrhundert)
Die Klostergeschichte auf dem Vogelsberg beginnt unter der Herrschaft des Grafen Hermann zu Castell. Er brachte nach der Überlieferung im Jahr 1282 Mönche von einer Jerusalemreise mit. Sie stammten aus dem Gebirge Karmel und waren deshalb dem Karmeliterorden zuzurechnen. Mit ihrer Ansiedlung auf dem Berg am Main stiftete Hermann eines der ersten ihrer Klöster in Deutschland. Ziel der Stiftung war, eine Grablege für seine Familie zu schaffen. Das Kloster wurde dem heiligen Georg unterstellt und fortan „Mons Dei“ (Gottesberg) genannt.
Das Kloster erhielt nicht viel Besitz von seinem Gönner. Lediglich die Markung um die kleine Klosteranlage konnten die Mönche bebauen. Die ursprünglichen Befestigungen waren längst nicht mehr vorhanden, ihre im Boden erkennbaren Reste wurden allerdings zur Gemarkungsgrenzziehung verwendet. Zusätzlich bekamen die Karmeliter Zinseinnahmen aus etwa 16 Dörfern zugesprochen. Da auch diese nicht reichten, um dem Kloster materielle Unabhängigkeit zu bieten, erlaubten die Würzburger Fürstbischöfe in den Jahren 1318 und 1325, in der gesamten Diözese Almosen zu sammeln und die Beichte abzunehmen.
In der Mitte des 15. Jahrhunderts begann ein Streit mit der Kartause Astheim, der die Einnahmen des Klosters zusätzlich belastete. Beide Seiten bestanden auf ihren Markungsgrenzen, eine Schlichtung wurde erst im Jahr 1469 durch den Würzburger Bischof Rudolf II. von Scherenberg erzielt. Bis zum Jahr 1497 konnte immerhin der Bau einer neuen Kirche abgeschlossen werden, 1499 feierte Graf Jörg zu Castell bereits einen Totengottesdienst für seine Ahnen auf dem Berg. Gleichzeitig versuchten die Mönche, eine Marienwallfahrt aufzubauen, scheiterten jedoch an der nahen Konkurrenz in Dettelbach und Volkach.

### Zerstörungen (bis 18. Jahrhundert)

Die Vogelsburg auf einem Markungsplan von 1710

Das 16. Jahrhundert brachte mit der Reformation und den Wirren des Bauernkriegs das Ende des selbständigen Klosters Vogelsburg. Am 1. Mai 1525 plünderten Escherndorfer Bauernhaufen das Kloster, vernichteten Urkunden und Papiere und setzten die Gebäude in Brand. Die Mönche und ihr Prior wurden nach Würzburg vertrieben und fanden im dortigen Karmeliterkloster St. Barbara Unterschlupf. Die Zerstörungen machten ein monastisches Leben auf dem Berg unmöglich.
Bereits wenige Jahre nach den Zerstörungen, im Jahr 1545, schlossen sich die Mönche endgültig dem Schwesterkloster in Würzburg an. Fortan blieben die Anlagen auf dem Vogelsberg leer und nur zwei Patres aus Würzburg hielten Gottesdienst. Trotz dieser Neuordnung blieb das Kloster bestehen. Auch dass die Grafen zu Castell in der Mitte des 16. Jahrhunderts zum evangelischen Bekenntnis übertraten, stand der katholischen Tradition des Klosters nicht im Weg.
Der Wiederaufbau der zerstörten Gebäude begann im 16. Jahrhundert. 1562 und 1564 erhielt das Kloster aus Würzburg Geld für Ausbesserungen. Der Dreißigjährige Krieg im 17. Jahrhundert brachte dann erneut Zerstörungen. Die leerstehenden Gebäude waren allerdings für die durchziehenden Schweden uninteressant und entkamen so der vollständigen Vernichtung. Nach dem Krieg wurde das Kloster von einem Würzburger Vogt verwaltet.
Zu Beginn des 18. Jahrhunderts nahm man eine Generalsanierung der Klostergebäude in Angriff und errichtete die Klosterkirche wieder. Im Jahr 1703 überführten die Grafen zu Castell die Gebeine ihrer Vorfahren in das neue Kirchlein und setzten so die traditionelle Familiengrablege fort.

### Nachnutzung (bis heute)

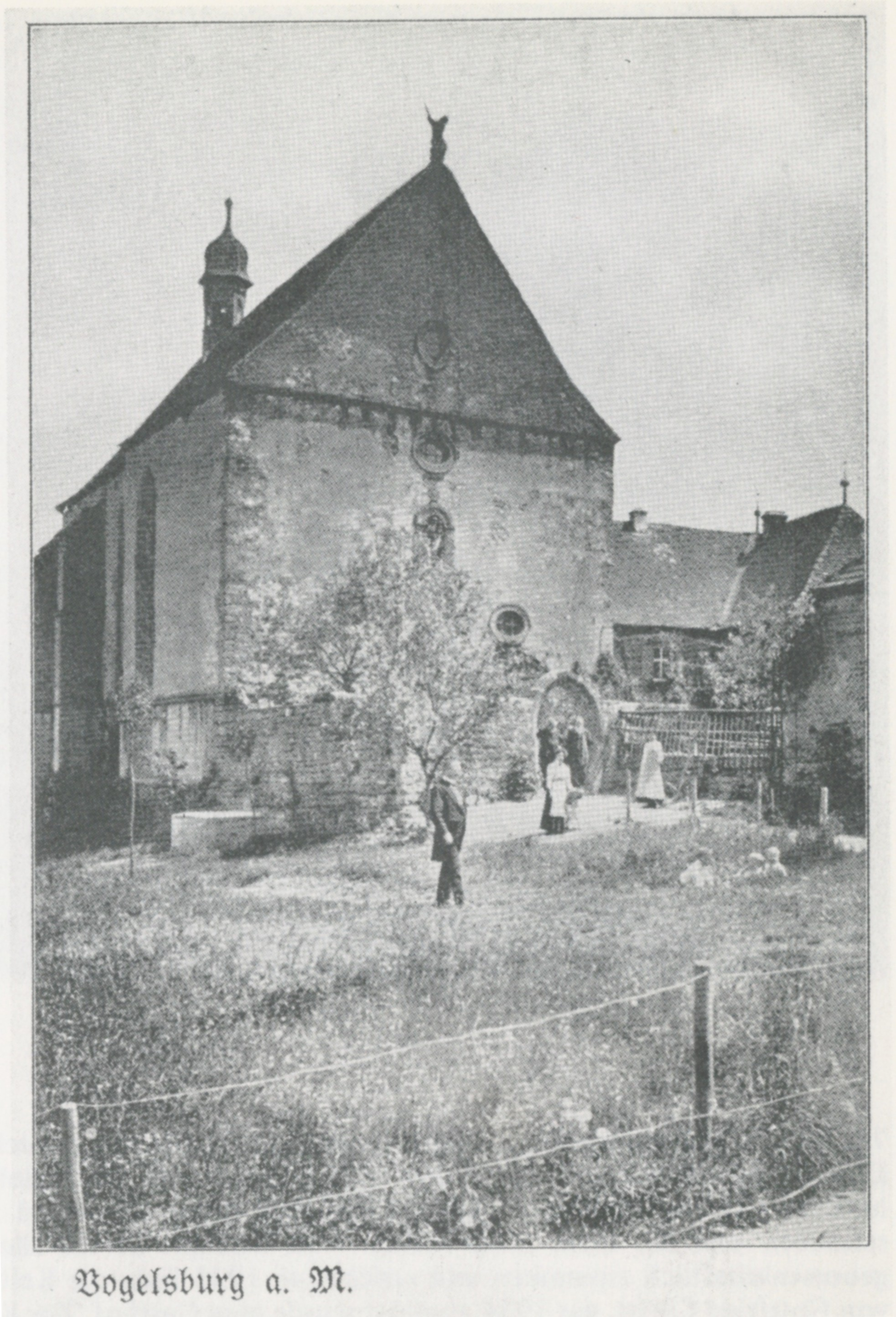
Die Kirche der Vogelsburg, Fotografie um 1910

Im 19. Jahrhundert fiel das Kloster der Säkularisation zum Opfer. Die Gebäude wurden 1803 für 3000 Gulden an Dr. Baumhämmel aus Schweinfurt veräußert. Dieser konnte die Summe jedoch nicht aufbringen und die Anlagen wurden erneut zum Verkauf ausgeschrieben. Der Escherndorfer Pfarrer hatte indessen die wertvollsten Ausstattungsgegenstände der Kirche in die Filiale nach Köhler gebracht, wo sie sich heute noch befinden.
Neuer Besitzer wurde 1805 die Familie Blendel aus Escherndorf. Im Jahr 1805 verschwanden die Gebeine und Epitaphe der Casteller Grafen. In der St.-Peter-und-Paul-Kirche in Rüdenhausen tauchten sie 1809 wieder auf. In der Folgezeit erhielt die Vogelsburg wechselnde Besitzer, bis in den neunziger Jahren des 19. Jahrhunderts die Unrechtmäßigkeit des Verkaufs durch den Würzburger Bischof festgestellt wurde. Nach gerichtlichen Auseinandersetzungen sprach man den jetzigen Eigentümern dennoch ihren Besitz zu.
Im Jahr 1895 kaufte Georg Josef Walter die Anlagen für 34.200 Mark. Er wandelte die Burg in ein Ausflugslokal mit Gaststätte um. Seit die Pläne für den Bau der Mainschleifenbahn konkret geworden waren, setzte er sich für die Schaffung eines Haltepunkts Vogelsburg ein, der 1909 auch eingerichtet wurde. 1922 wurde diese Haltestelle wieder aufgehoben, aber dennoch wurde die Vogelsburg mehr und mehr das touristische Ausflugsziel des Umlands.
Walters Tochter Philippine übernahm die Leitung der Gaststätte während des Zweiten Weltkriegs und schaffte es, die Klostergebäude zu erneuern. Gleichzeitig plante sie die Neueinrichtung eines Klosters auf dem Berg. Anfang der 1950er Jahre traf eine Delegation der Paulus-Schwestern aus Speyer in Volkach ein. Ihre Pläne zur Errichtung eines Kinderheims scheiterten jedoch an der Nutzung der Anlage für die Ausflügler.
Erst 1957 wurde ein Erbbaurechtsvertrag mit der Gemeinschaft der Augustinusschwestern aufgesetzt, die nun das Kloster leiten sollten. Am 24. November desselben Jahres weihte Bischof Josef Stangl die Kirche des Klosters neu. Gleichzeitig begann die Errichtung neuer Klostergebäude, die als Tagungsstätte dienen sollten. Nach dem Tod Philippine Walters wurden die Schwestern Eigentümer des Geländes. 2010 übernahm die Stiftung Juliusspital Würzburg die Anlage. Von November 2013 bis Mitte Juli 2015 wurde die Vogelsburg umgebaut. Das Bayerische Landesamt für Denkmalpflege führt die erhaltenen Gebäude auf dem Vogelsberg unter der Denkmalnummer D-6-75-174-313. Untertägige Reste der Vorgängerbebauung werden als Bodendenkmal eingeordnet.

### Baugeschichte

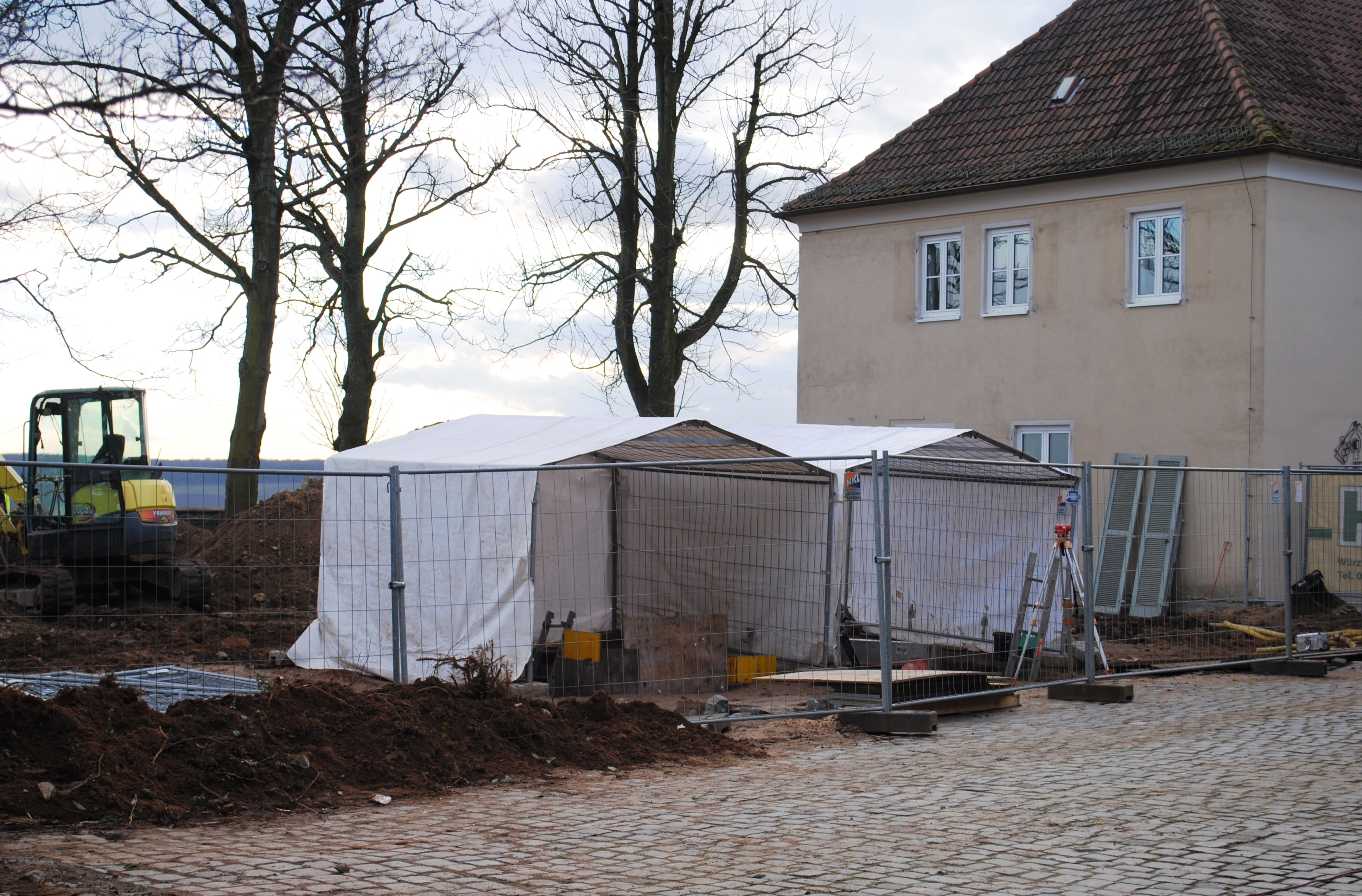
Die Ausgrabungen auf der Vogelsburg im Jahr 2014

Die erste Überlieferung von Gebäuden auf der Vogelsburg war die Schenkungsurkunde des Jahres 906. Darin wird eine Burg mit Kapelle erwähnt, über die genaue Lage und Größe der Gebäude schweigen die Quellen allerdings. Bei der Kapelle könnte es sich um einen schlichten Rechteckraum gehandelt haben, der als Saalbau einen eingezogenen Chor oder Chorturm aufwies. Eventuell ist aber lediglich ein schlichtes, kleines Holzgebäude gemeint.
Im Jahr 1314 wurde die Umfassungsmauer des Klostergeländes erweitert. Über ein Jahrhundert später, in den Jahren vor 1497, begann man mit dem Neubau der Kirche. Grund für die Neuerrichtung war der Versuch, eine Wallfahrt zum Kloster zu etablieren. Die Kirche entsprach der Spätgotik. Der bis heute vorhandene Chor entstammt dieser Bauphase. Die Zerstörungen des Jahres 1525 vernichteten die Klostergebäude weitgehend und ließen die Kirche in ruinösem Zustand zurück.
Zunächst besserte man die Gebäude in den Jahren 1562 und 1564 notdürftig aus, verzichtete allerdings auf den vollständigen Wiederaufbau. Auch die Erneuerungen der Jahre 1645/1646 und 1700 galten nur den Nebengebäuden des Klosters, die für den Würzburger Vogt als Wohn- und Arbeitsstätte dienten. Im Dreißigjährigen Krieg waren Zerstörungen weitgehend ausgeblieben, sodass im 18. Jahrhundert ein neuer Kirchenbau ins Auge gefasst werden konnte.
Im Jahr 1702/1704 wurde die Kirche fertiggestellt. Man hatte die seitlichen Außenmauer versetzt und einen neuen Westabschluss errichtet. Er war wesentlich kleiner als der alte. Lediglich der Chor der alten Kirche und zwei Fensterachsen der Nordseite blieben erhalten, sodass eine unsymmetrische Verteilung der Fenster entstand. Außerdem wurde ein Dachreiter aufgesetzt. Der einzige geweihte Bereich im Inneren war eine kleine Kapelle in der Südwestecke der alten Kirche.
Mit der Säkularisation wurde die Kirche im Jahr 1803 profaniert und in einen Lagerraum umgewandelt. Im Jahr 1908 ließ der damalige Besitzer eine Betondecke knapp unterhalb der Fenster einziehen, sodass ein zweigeschossiger Innenraum entstand. Mit der Ansiedlung der Nonnen im Jahr 1957 wurde die Kirche wieder erneuert. Ausführender Architekt war Oberbaudirektor Hubert Groß, der unter anderem eine Treppe zum neuen oberen Kirchensaal errichten ließ.
Im Jahr 1972 wurde an die Stelle einer alten Scheune das neue Schwesterngebäude errichtet. Zuvor, 1961, war bereits das Haus Martha als neue Gaststätte entstanden. Nach weiteren Erneuerungen und einer Gebäudeerweiterung in den Jahren 1979/1980 begann man im Jahr 2014 mit einer umfassenden Sanierung des Gebäudebestands auf der Vogelsburg, die im Jahr 2015 abgeschlossen wurde. 2015 begannen erstmals planmäßige Ausgrabungen auf dem Berg.

## Beschreibung

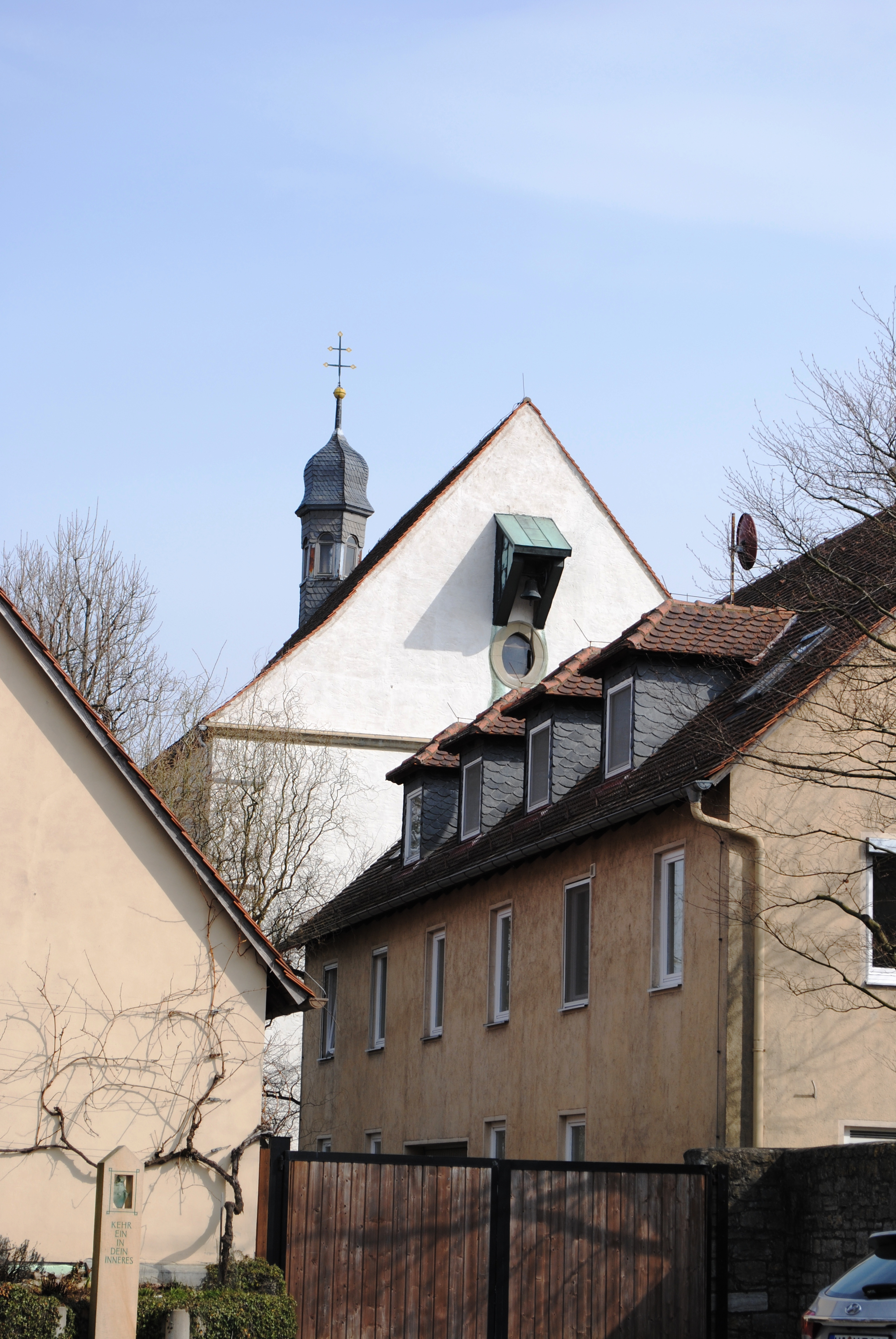
Die Klosterkirche von Westen, Zustand vor 2014

Die Klosteranlage auf dem Berg besteht aus mehreren Gebäuden unterschiedlicher Epochen. Im Nordosten des Geländes erhebt sich die Kirche Mariä Schutz. Südlich schließen sich die ältesten Klosterbauten des 17. Jahrhunderts an. Westlich der Kirche befindet sich die ehemalige Nonnenwohnanlage, das Gasthaus füllt die Westseite der Anlage aus.

### Kirche
Die ehemalige Kirche des Klosters ist geostet. Sie ist einschiffig und hat als Saalkirche kein Querschiff.  Ein Satteldach, das im Osten in das Walmdach des Chores übergeht, bedeckt das Langhaus. Im 18. Jahrhundert wurde dem Gotteshaus auf der Ostseite ein Dachreiter aufgesetzt. Während der Chor und der Ostteil des Kirchengebäudes noch aus dem 15. Jahrhundert stammen und damit der Spätgotik zuzurechnen sind, wurden die anderen Elemente in späteren Jahrhunderten ergänzt. Die Kirche ist der heiligen Maria geweiht und wird auch Mariä Schutz genannt.
Außen ist die Kirche im Osten durch fünf Strebepfeiler am Chor gegliedert. Das dreiachsige Langhaus hat auf der Nordseite drei spitzbogige Fenster ohne Maßwerk, eines der beiden im Süden ist wesentlich niedriger als das andere. Die Westfassade ist als einzige mit mehreren Ochsenaugen, einer Josefstatue in einer Nische und einer Gebetsglocke mit Holzdach künstlerisch gestaltet.
Ein nach Süden versetztes Portal leitet ins Kircheninnere über. Es ist mit dem Wappen der Karmeliter und der Jahreszahl 1702 verziert und wird von einem gesprengten Giebel bekrönt. Schlichte Sandsteingewände umgeben es. Man betritt die Kirche im Erdgeschoss, wo eine Treppe zum 1908 errichteten Obergeschoss mit dem heutigen Gottesdienstraum überleitet. Eine schlichte hölzerne Flachdecke begrenzt den Kirchenraum.

### Nebengebäude und Mauerreste

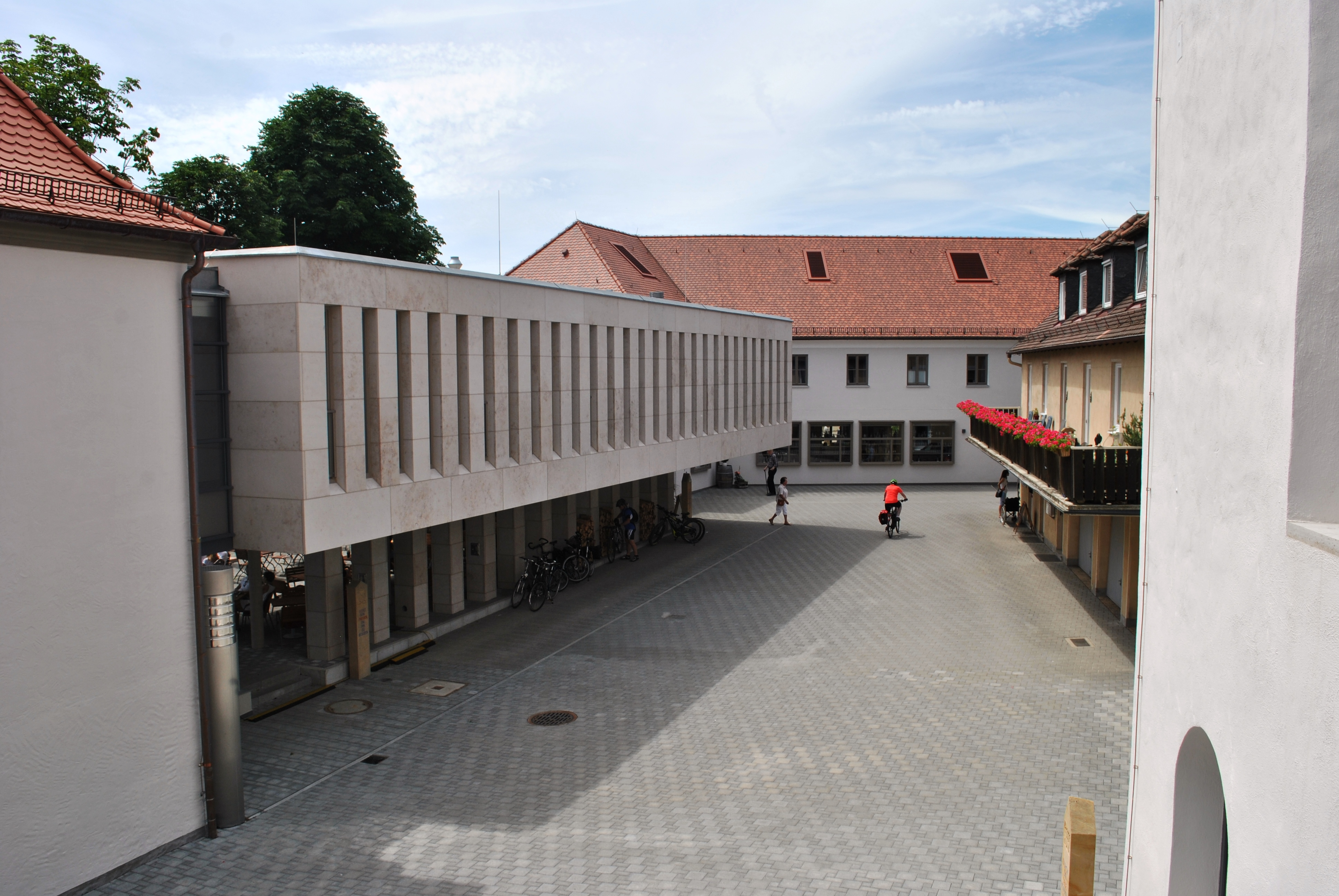
Der Verbindungsgang, 2016

Das älteste Nebengebäude des Klostergeländes schließt sich im Süden an die Kirche an und kann durch eine Tür im Kircheninneren betreten werden. Es ist L-förmig und bildet mit der Kirche einen kleinen Vorhof. Ein rotgedecktes Walmdach bedeckt das zweigeschossige Gebäude mit Dachgauben. Die anderen Fenster sind rechteckig und haben geohrte Rahmungen. Auch die Tür auf der Westseite weist Ohrrahmungen auf.
Das Gasthaus im Westen der Anlage entstand erst im Jahr 1961. Es wurde Haus Martha genannt und ist wie die Klostergebäude zweigeschossig. Es hat Dachgauben und einen L-förmigen Grundriss. Mit den Umbauten entstand zu Beginn des 21. Jahrhunderts ein Verbindungsgang zwischen dem alten Klostergebäude und dem Gästebau. Durch einen Säulengang wird die Aussichtsterrasse im Süden der Anlage erreicht.
Das Schwesternhaus, auch das Paradies genannt, hat einen weit nach vorne ragenden Balkon und wie die anderen Gebäude Dachgauben. Weiter im Norden entstand nachträglich ein kleiner Anbau. Mauerreste umgeben die Anlage im Osten, wo ein rundbogiges Portal die Zahl 1497 trägt, und im Süden. Dort kann das Gelände über einen Weinbergsweg durch ein rechteckiges Portal betreten werden. Die ursprünglich vollständige Ummauerung wurde im 20. Jahrhundert zugunsten von Zufahrten im Norden aufgegeben.

### Bildstöcke
Auf der Anlage befinden sich zwei Bildstöcke aus dem 17. Jahrhundert. Auf der Gemarkung der Vogelsburg gibt es weitere Martern, Kreuzschlepper und Altäre. Der älteste Bildstock, befindet sich auf dem Portal der Südseite. Es handelt sich um einen dreiseitigen Bildstockaufsatz aus Sandstein. Drei Reliefs zeigen die Krönung Mariens, die Kreuzigung und die Teilung des Mantels durch den heiligen Martin. Der Bildstock entstand um das Jahr 1600 und wird vom Landesamt für Denkmalpflege unter der Nummer D-6-75-174-314 geführt.
Der zweite Bildstock steht im Nordwesten des ehemaligen Klosters. Ein runder Säulenschaft mit einer verzierten Konsole leitet zum rechteckigen Bildstockaufsatz über. Zentral erkennt man die Pietà, sie ist von zwei Heiligenreliefs an den Schmalseiten umgeben. Eine Inschrift auf der Rückseite beschreibt die Umstände der Errichtung der Marter und nennt das Errichtungsjahr 1677. Ein Kreuz bekrönt den Bildstock. Das Baudenkmal ist unter der Denkmalnummer D-6-75-174-315 eingeordnet.
Weiter entfernt, im äußersten Westen der Vogelsburger Gemarkung, steht ein Altar aus dem Jahr 1743 mit ausladenden Voluten und breitem Gesimse.  Dargestellt sind Maria mit dem Kind und der heilige Michael. Am Aufstieg zur Burg steht ein Kreuzschlepper auf einer Säule, der ebenfalls im 18. Jahrhundert errichtet wurde.

## Ausstattung der Klosterkirche
Drei Ausstattungsphasen sind für die Klosterkirche auszumachen. Vor der Säkularisation war sie von Objekten aus der Zeit des Barock geprägt. Im 20. Jahrhundert war der Innenraum mit angekauften Gegenständen von lokalen Künstlern gestaltet. Seit der Umgestaltung des Jahres 2014/2015 präsentiert sich die Klosterkirche innen schlicht. Auf Kunstwerke wurde weitgehend verzichtet.

### Ausstattung der alten Klosterkirche
Die meisten Ausstattungsgegenstände wurden nach der Profanierung der Kirche an verschiedene Kirchengemeinden der Umgebung verkauft. Am meisten profitierte davon die kleine Filialkirche St. Andreas in Köhler. Zwei Altäre und die Kanzel aus der Vogelsburg haben sich dort erhalten. Der Hochaltar ist viersäulig und entstand wohl um 1730. Das ursprüngliche Altarbild wurde entfernt. Etwas früher wurde der Seitenaltar mit dem Bild der Anbetung der Maria Neapolitana geschaffen, während die Kanzel dem Spätbarock zuzuordnen ist.
Auf dem Würzburger Käppele befindet sich die sogenannte Muttergottes von der Vogelsburg. Sie war eventuell Ziel einer lokalen Wallfahrt, die auf die Zeit um 1500 zu datieren ist. Wahrscheinlich gelangte die dreiviertelrund gearbeitete Figur zu Beginn des 18. Jahrhunderts nach Würzburg und wurde zunächst im Kreuzgang des Domes aufgestellt. Dort soll es zu Wundern gekommen sein, sodass man, um den Ablauf des Gottesdienstes durch den Andrang der Besucher nicht zu stören, die Figur ins Käppele brachte.
Die Muttergottes präsentiert sich heute in einem verglasten Ädikularahmen in der rechten Seitenwand der Gnadenkapelle. Die Figur entstammt der zweiten Hälfte des 15. Jahrhunderts und zeigt die gekrönte Muttergottes Maria auf einer Mondsichel stehend. In ihrem Arm liegt das ebenfalls mit einer Krone versehene Jesuskind, das in seiner linken Hand einen Apfel hält und einen Finger in den Mund steckt.

### Ausstattung der Klosterkirche bis 2014

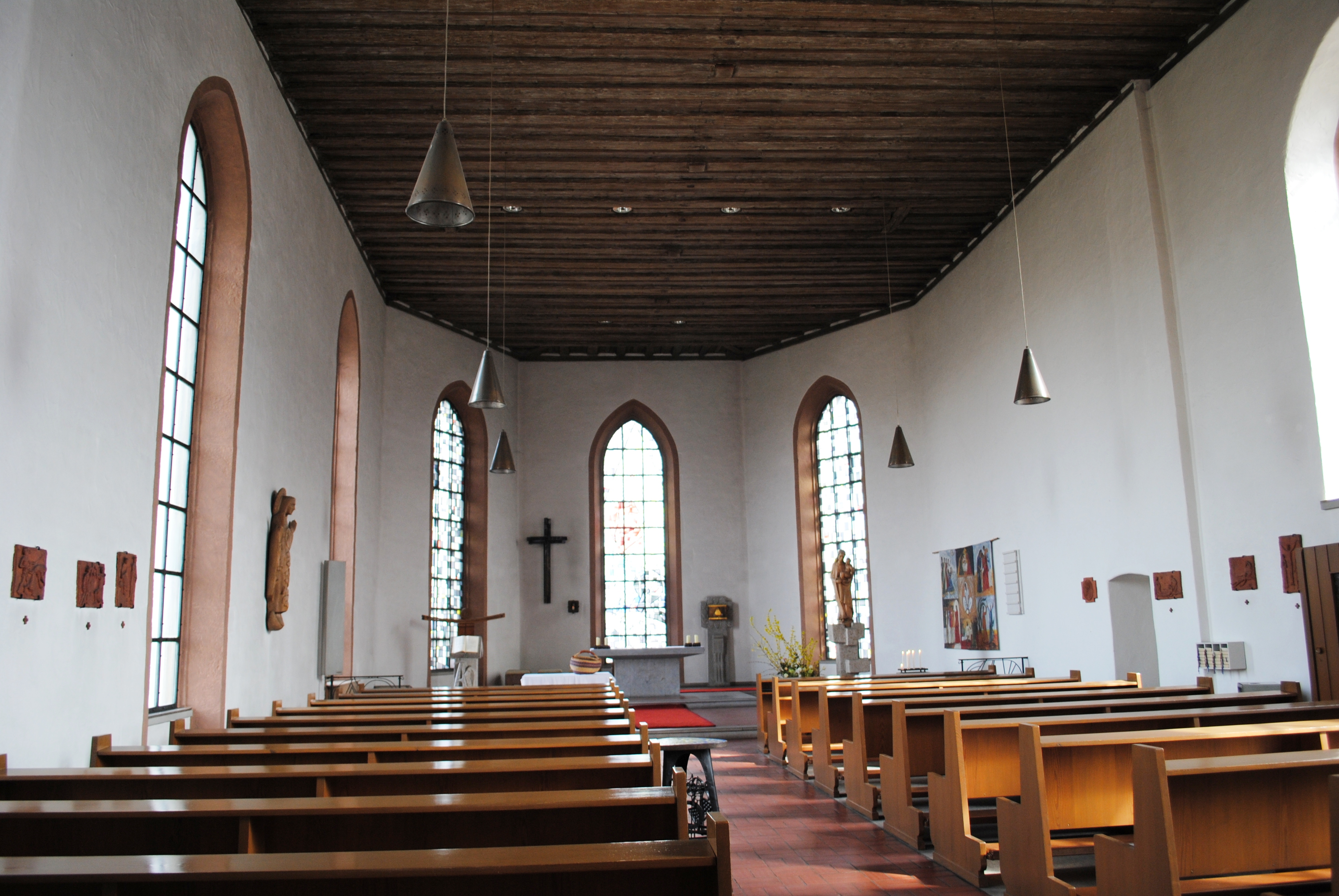
Der Innenraum der Klosterkirche, Zustand vor 2014

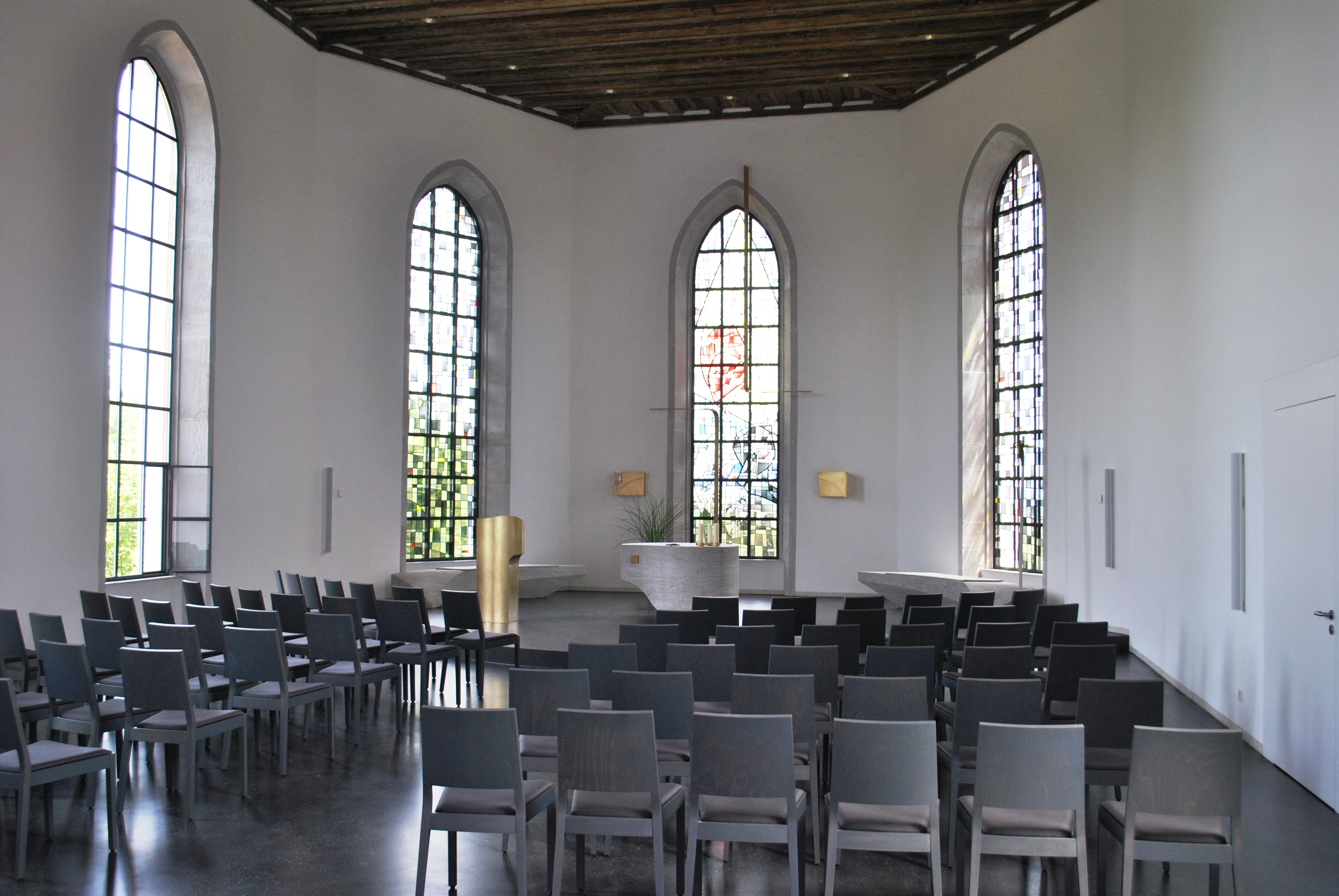
Der Innenraum der Klosterkirche, 2016

Die Ausstattung der Klosterkirche stammte zumeist aus der zweiten Hälfte des 20. Jahrhunderts. Zuvor war die Kirche aufgelöst und die Ausstattung verteilt worden. Erstes Element, das dem Niedergang des Klosters zum Opfer fiel, war das Gnadenbild. Es wurde 1797 nach Würzburg in das Käppele verbracht. Nach der Säkularisation folgten die Altäre und die Epitaphe, die sich heute in Köhler beziehungsweise in Rüdenhausen befinden.  Mit der Kirchenweihe 1957 musste für modernen Ersatz gesorgt werden.
Zur Grundausstattung der Kirche gehört der schlichte Volksaltar, der zentral im Chor steht. Dahinter wurde als Ersatz für das fehlende Altarblatt ein buntes Chormittelfenster angebracht. Es zeigt in hellen Farben die Heiligste Dreifaltigkeit, die durch Jesus, die Taube des Heiligen Geistes und die Hand Gottes repräsentiert wird. Darunter, wesentlich dunkler gehalten, betet der heilige Augustinus inmitten von Weinreben.
Rechts vom Altar, weiter in Richtung Langhaus gerückt, steht auf einer Stele aus Muschelkalk eine Holzplastik der Maria mit Kind. Sie wurde von Philipp Emmeram Höcht geschaffen. Ihre Arme umfassen das Jesuskind und symbolisieren so den Kirchennamen Mariä Schutz. Eine weitere Holzstatue als Halbplastik an der nördlichen Langhausseitenwand stellt den Kosmischen Christus dar.
Weiter nördlich, auf einem Sockel an der Wand, steht die Statue  Johannes des Täufers. Sie geht auf eine Stiftung des Pfarrers Edmund Herold zurück. Seine Leidenschaft für Bienen brachte ihm den Spitznamen „Bienenpfarrer“ ein. Dies wird auch durch die Konzeption der Statue unterstrichen, bei der Johannes eine Bienenwabe in der rechten Hand hält. Die Stationen des sogenannten Terracotta-Kreuzwegs durchziehen die Wände des Langhauses.
Für die musikalische Gestaltung des Gottesdiensts wurde eine kleine Orgel mit hölzernem Gehäuse im Westen der Kirche aufgestellt. Im Jahre 2024 baute die Firma Vleugels ein umgebautes gebrauchtes Instrument mit 12 Registern auf die Empore, welche durch Stoffbahnen vom Kirchenraum abgetrennt ist, der fahrbare elektrische Spieltisch ist im Kirchenraum positioniert.
Im Treppenaufgang steht ein Gedenkstein des Jahres 1814, der ursprünglich an einer Weinbergsmauer auf der Escherndorfer Gemarkung angebracht war. Er zeigt den heiligen Laurentius, eine Inschrift nennt Lorenz Schlier und seine Frau als Stifter. Er wurde früher vom Bayerischen Landesamt für Denkmalpflege als Baudenkmal unter der Nummer D-6-75-174-224 geführt.

## Sagen
Mehrere Sagen beziehen sich auf die Vogelsburg. Mit einer wird die Besetzung des Klosters durch schwedische Truppen im Dreißigjährigen Krieg erzählt, bei der sie die Nonnen der Anlage in große Fässer mit Nägeln steckten und die Weinberge hinabstürzten. In Wirklichkeit lebten niemals Nonnen auf dem Berg, die Schweden besetzten auch nie die leerstehenden Gebäude während des Krieges.
Bei einer weiteren Erzählung wird das vielfach verwendete Lindwurm-Motiv aufgegriffen. Ein Ritter lebte mit seiner Frau und der Tochter Gertraud auf der Burg. Das Mädchen wurde ausgewählt, als Menschenopfer einem Drachen zum Fraß vorgeworfen zu werden. Ein Ritter rettete die Ritterstochter und erlegte den Drachen. Daraufhin heiratete er das Mädchen und wurde Nachfolger des alten Herren der Vogelsburg.

## Prioren

Das Siegel der Vogelsburg zeigt den Drachentöter Georg

Nach der Gründung im 13. Jahrhundert bis zum Niedergang im 16. Jahrhundert leiteten Prioren das Kloster auf dem Vogelsberg. Nach der Zerstörung 1525 wurde die Anlage von den Prioren des Barbaraklosters in Würzburg mitverwaltet. Der erste Prior ist allerdings erst aus dem Jahr 1427 überliefert.
| Name                    | Amtszeit  | Anmerkungen                 |
| ----------------------- | --------- | --------------------------- |
| Conradus von Langheim   | 1427      |                             |
| Henricus Zierl          | 1428–1431 |                             |
| Johannes Auerbach       | 1432–1433 |                             |
| Henricus Zierl          | 1435–1438 |                             |
| Wortwinus               | 1439–1440 |                             |
| Kilianus von Sal        | 1441–1442 |                             |
| Andreas Hertlein        | 1443–1445 |                             |
| Friedrich von Schwabach | 1447–1449 | Erste Amtszeit              |
| Johannes Röttelsee      | 1451      |                             |
| Petrus Stockheimer      | 1452–1454 | Erste Amtszeit              |
| Friedrich von Schwabach | 1456      | Zweite Amtszeit             |
| Petrus Stockheimer      | 1458–1464 | Zweite Amtszeit             |
| Petrus Plum             | 1467      |                             |
| Johannes Tinctoris      | 1469–1475 |                             |
| Johannes Luppach        | 1478–1502 |                             |
| Johannes Zollinger      | 1505–1510 |                             |
| Petrus Schweicker       | 1513–1514 |                             |
| Johannes Thurendorfer   | 1519      |                             |
| Wilhelm Rabs            | 1522–1529 | Ab 1525 in Würzburg im Exil |

## Grablege der gräflichen Familie Castell

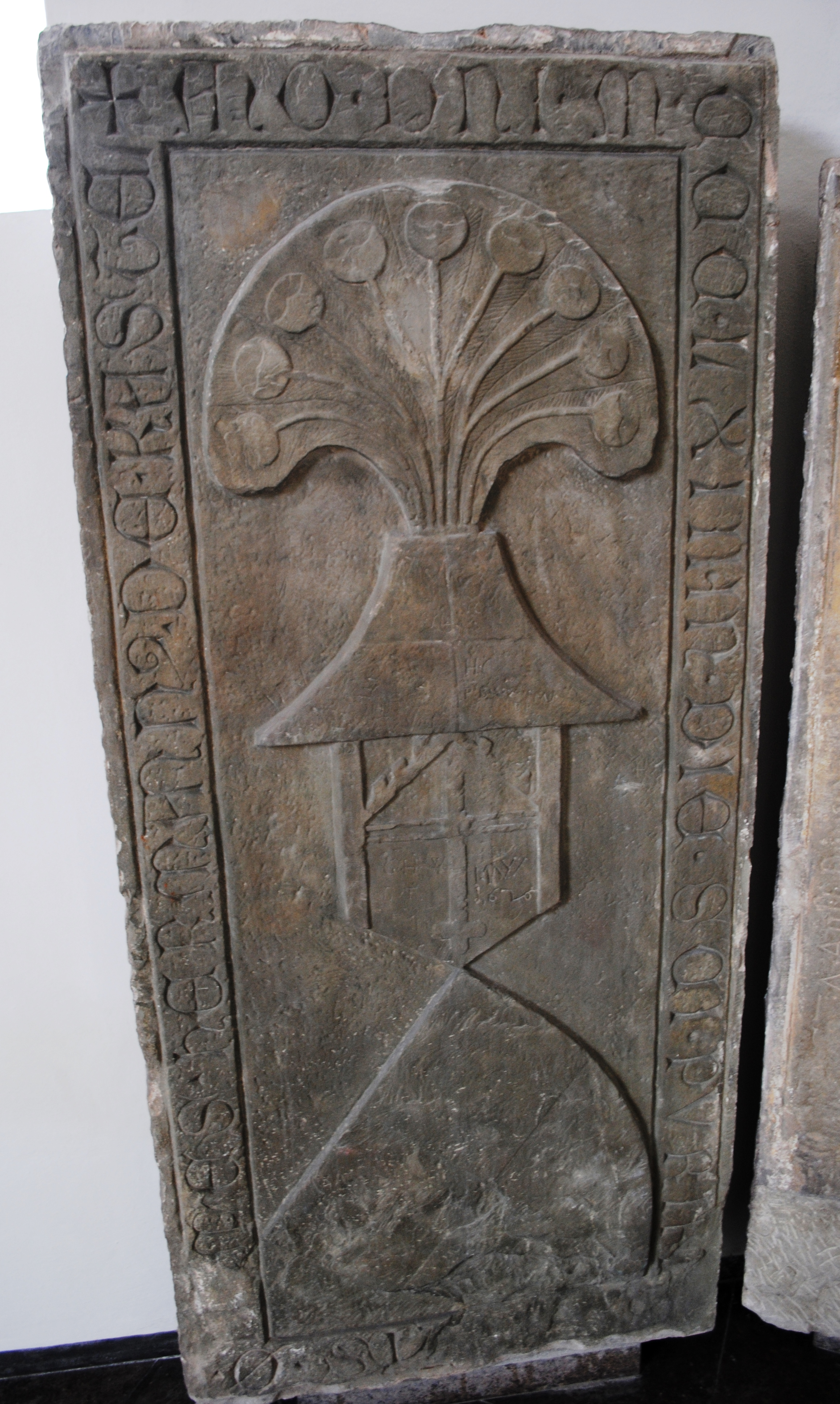
Das Epitaph des Hermann III. zu Castell, heute in der Kirche in Rüdenhausen

Die Klosterkirche wurde bereits bei der Gründung als künftige Grablege des Hauses Castell auserkoren. Graf Hermann I. zu Castell, der Klostergründer, war der Erste, der nach seinem Tod um das Jahr 1289 dort bestattet wurde. Allerdings fanden in der Kirche Mariä Schutz lediglich drei Grafen zu Castell ihre letzte Ruhe. Alle Gebeine wurden im Jahr 1703 nach Rüdenhausen in die Kirche St. Peter und Paul überführt (siehe auch Grablege der gräflichen Familie Castell in St. Peter und Paul (Rüdenhausen), Grablege der gräflichen Familie Castell in St. Johannes (Castell) und Grablege der gräflichen Familie Castell im Kloster Birklingen).
| Name                                   | Lebensdaten       | Anmerkungen                                     |
| -------------------------------------- | ----------------- | ----------------------------------------------- |
| Hermann I. Graf und Herr zu Castell    | † um 1289         | Klosterstifter                                  |
| Friedrich IV. Graf und Herr zu Castell | † 6. Mai 1325     | Sohn des Hermann II. Graf und Herr zu Castell   |
| Hermann III. Graf und Herr zu Castell  | † 2. Februar 1363 | Sohn des Friedrich II. Graf und Herr zu Castell |